# Andrena vestali
Andrena vestali är en biart som beskrevs av Cockerell 1913. Andrena vestali ingår i släktet sandbin, och familjen grävbin. Inga underarter finns listade i Catalogue of Life.